# Platythomisus
Genre
Platythomisus est un genre d'araignées aranéomorphes de la famille des Thomisidae.

## Distribution
Les espèces de ce genre se rencontrent en Afrique subsaharienne, en Asie du Sud-Est et en Asie du Sud.

## Liste des espèces
Selon World Spider Catalog (version 20.0, 06/06/2019) :
- Platythomisus deserticola Lawrence, 1936
- Platythomisus heraldicus Karsch, 1878
- Platythomisus insignis Pocock, 1900
- Platythomisus jubbi Lawrence, 1968
- Platythomisus jucundus Thorell, 1894
- Platythomisus nigriceps Pocock, 1900
- Platythomisus octomaculatus (C. L. Koch, 1845)
- Platythomisus pantherinus Pocock, 1898
- Platythomisus quadrimaculatus Hasselt, 1882
- Platythomisus scytodimorphus (Karsch, 1886)
- Platythomisus sexmaculatus Simon, 1897
- Platythomisus sibayius Lawrence, 1968
- Platythomisus sudeepi Biswas, 1977
- Platythomisus xiandao Lin & Li, 2019

## Publication originale
- Doleschall, 1859 : Tweede Bijdrage tot de Kenntis der Arachniden van den Indischen Archipel. Acta Societatis Scientiarum Indo-Neerlandicae, vol. 5, p. 1-60 (texte intégral).